# 吉川泰弘
吉川 泰弘（よしかわ やすひろ、1946年11月 - ）は、日本の獣医師、獣医学者。東京大学 名誉教授、岡山理科大学 名誉教授。共和化工株式会社 環境微生物学研究所 所長。学位は農学博士（東京大学・1976年）。
一般社団法人 予防衛生協会 代表理事、北里大学 客員教授、千葉科学大学 非常勤講師なども務める。

## 来歴
長野県飯田市出身。1965年 長野県飯田高等学校卒業、東京大学理科Ⅱ類入学。1971年 東京大学農学部畜産獣医学科卒業。1976年 東京大学大学院農学系研究科博士課程修了、農学博士号取得、獣医師免許取得。同年 厚生省 国立予防衛生研究所（現 国立感染症研究所） 入所。
1977年-1979年 ユストゥス・リービッヒ大学ギーセンのウイルス研究所に留学。
1980年 東京大学医科学研究所 助手、同講師、同助教授。1991年 厚生省 国立予防衛生研究所 筑波霊長類センター長。2007年 東京大学大学院農学生命科学研究科 教授などを歴任し、2010年 東京大学定年退官、同大名誉教授。
2010年 北里大学獣医学部 教授に就任、2012年定年退職、同年より客員教授。
2012年 千葉科学大学副学長・危機管理学部 教授に着任、2018年3月 同大退職。
2018年4月 岡山理科大学獣医学部長（教授）に着任。
2024年3月 岡山理科大学獣医学部を定年退職。同大より名誉教授の称号を授与された。
2024年4月 共和化工株式会社 環境微生物学研究所 所長に着任した。

## 著書
- 『鳥インフルエンザはウイルスの警告だ!―ヒトとウイルスの不思議な関係 単行本』第三文明社〈朝倉書店新書〉、2006年9月1日。ISBN 978-4476032888。

など。

## 所属学会
- 日本獣医学会
- 日本野生動物医学会
- 日本毒性学会
- 日本霊長類学会
- 日本バイオセーフティー学会

など